# Дубраве (Брчко)
Дубраве су насељено мјесто у саставу дистрикта Брчко, БиХ.

## Становништво
| Националност       | 1991.          | 1981.          | 1971.          |
| Хрвати             | 1.310 (97,90%) | 1.455 (99,11%) | 1.596 (98,70%) |
| Срби               | 18 (1,34%)     | 9 (0,61%)      | 13 (0,80%)     |
| Муслимани          | 1 (0,07%)      | 0              | 1 (0,06%)      |
| Југословени        | 1 (0,07%)      | 1 (0,06%)      | 4 (0,24%)      |
| остали и непознато | 8 (0,59%)      | 3 (0,20%)      | 3 (0,18%)      |
| Укупно             | 1.338          | 1.468          | 1.617          |

## Познате особе
- Младен Петрић, хрватски фудбалски репрезнтативац
- Мартин Хрговчић[2], босански лекар хрватске народности